# 天津港博览馆
天津港博览馆，又称天津港企业文化中心，位于中华人民共和国天津市滨海新区津港路99号，毗邻天津港保税区和天津经济技术开发区，2005年开始设计建造，2008年落成，天津港（集团）有限公司投资建设。天津港博览馆曾被评为AAA级旅游景区，2017年11月因复检不合格被撤销。